# Fannia fuscitibia
Fannia fuscitibia är en tvåvingeart som beskrevs av Stein 1920. Fannia fuscitibia ingår i släktet Fannia och familjen takdansflugor. Arten är reproducerande i Sverige. Inga underarter finns listade i Catalogue of Life.